# Chris Hansen
Christopher Edward "Chris" Hansen (født 13. september 1959) er en amerikansk journalist.